# مورد عجیب بنجامین باتن (داستان کوتاه)
«مورد عجیب بنجامین باتن» (انگلیسی: The Curious Case of Benjamin Button) داستانی کوتاه نوشتهٔ اف. اسکات فیتزجرالد است. این داستان نخستین بار در ۲۷ مهٔ ۱۹۲۲ با جلد و تصویرگری جیمز مونتگومری فلگ، در مجلهٔ کولیرز منتشر شد. این داستان بعدها در کتاب قصه‌های عصر جاز فیتزجرالد در سال ۱۹۲۲ گلچین شد که گاهی با عنوان مورد عجیب بنجامین باتن و دیگر داستان‌های عصر جاز منتشر می‌شود.